# Günther Rall
Günther Rall (ur. 10 marca 1918 w Gaggenau k. Baden-Baden; zm. 4 października 2009 w Bad Reichenhall) – niemiecki pilot, as myśliwski II wojny światowej, pilot lotnictwa III Rzeszy i Republiki Federalnej Niemiec.

## Pochodzenie. Początek kariery
Pochodził z rodziny kupieckiej. Gdy ukończył 3 lata rodzina przeniosła się z Gaggenau do Stuttgartu. W 1936, w wieku 18 lat, wcielono go do piechoty. Służbę odbywał w 18 pułku piechoty. We wrześniu 1938 jako podporucznik (Lieutnant) przeszedł do lotnictwa. W sierpniu 1939 otrzymał przydział do III/JG 52. 

## Front zachodni i kampania bałkańska
Pierwsze loty bojowe odbył nad Francją wiosną 1940, a pierwsze zwycięstwo powietrzne odniósł 18 maja 1940, zestrzeliwując Curtissa Hawka 75A, który pilotował Czech Otto Hanzlicek (pilot ratował się skokiem ze spadochronem). W walce tej jego samolot został jednak ciężko uszkodzony w wyniku ostrzelania przez innego Hawka. W czasie bitwy o Anglię został dowódcą 8./JG 52. Przyczyną awansu nie były specjalne osiągnięcia Ralla, ale duże straty wśród kadry oficerskiej jednostki. Nad Anglią nie uzyskał ani jednego zwycięstwa powietrznego. Również kampania na Bałkanach w 1941 nie przyniosła mu żadnych sukcesów. Wszystko zmieniło się po rozpoczęciu walk z lotnictwem radzieckim. 

## Front wschodni
Jego jednostkę wyznaczono do obrony pól naftowych w Rumunii, które były obiektem nalotów samolotów radzieckich. Bombowce radzieckie latały tam bez osłony i były dziesiątkowane przez myśliwce Luftwaffe. 24 lipca 1941 Rall odniósł pierwsze zwycięstwo powietrzne na froncie wschodnim. Wraz ze swoją jednostką walczył następnie na Krymie i nad Donem. Do 28 listopada 1941 jego konto powiększyło się do 36 strąceń. Tego dnia, po zestrzeleniu 36 samolotu wroga koło Rostowa, zapomniał o kardynalnej zasadzie oglądania się do tyłu, w wyniku czego został skutecznie ostrzelany przez bocznego właśnie zestrzelonego radzieckiego myśliwca i ciężko ranny podczas przymusowego lądowania (uraz kręgosłupa).
Na front powrócił dopiero po 9 miesiącach. Powrót wypadł bardzo udanie - w sierpniu 1942 Rall zgłosił zestrzelenie 26 maszyn przeciwnika, we wrześniu ponownie objął dowództwo 8./JG 52. Po 65. zwycięstwie 4 września 1942 odznaczono go Krzyżem Rycerskim. Niespełna dwa miesiące później otrzymał Liście Dębowe, co było nagrodą za uzyskanie setnego zestrzelenia. Potem nastąpiła dłuższa przerwa w lotach bojowych. Powodów był kilka: najpierw Rall otrzymał urlop w czasie którego ożenił się, a potem skierowano go do szkolenia młodych pilotów myśliwskich.
W połowie marca 1943 ponownie znalazł się na froncie. Szybko rosła liczba jego sukcesów, czemu sprzyjało duże natężenie lotów - najpierw były to walki na Kubaniu, a potem bitwa na łuku kurskim. 20 kwietnia 1943 strącił samolot przeciwnika – było to jego 116 zwycięstwo i jak się okazało było to też 5000 zwycięstwo uzyskane przez JG 52 od początku wojny. Nazistowska propaganda nadała szczególny rozgłos temu wydarzeniu, gdyż miało to miejsce w dniu urodzin Hitlera, a Rall znalazł się w samym centrum zainteresowania mediów, z czego nie był specjalnie zadowolony, nie należał bowiem do zwolenników reżimu hitlerowskiego, a do aktywistów nazistowskich odnosił się z niechęcią i sarkazmem, co swego czasu odczuł inny as JG52 Adolf Dickfeld, błędnie zidentyfikowany przez Ralla na początku ich znajomości jako zagorzały nazista. W lipcu i sierpniu Rall zniszczył łącznie 55 samolotów radzieckich, a jego konto zwycięstw 29 sierpnia 1943 wzrosło do 200 (w trakcie 555 lotów bojowych do tamtego czasu), za co odznaczono go mieczami do Krzyża Rycerskiego. Od kwietnia 1943 do marca 1944 w stopniu kapitana (Hauptmann) był dowódcą III/JG 52.
28 listopada 1943 jako drugi pilot Luftwaffe (po Walterze Nowotnym) przekroczył 250 zwycięstw powietrznych. Do 16 kwietnia 1944 jego konto wzrosło do 273.

## Obrona Rzeszy
19 kwietnia 1944 otrzymał rozkaz objęcia dowództwa II./JG 11 walczącej w obronie Rzeszy. W trudnych walkach zdołał odnieść jedynie 2 zwycięstwa powietrzne, a 12 maja 1944 w czasie pojedynku nad Berlinem jego Bf 109G-5 został celnie ostrzelany przez Thunderbolta i Rall musiał ratować się skokiem ze spadochronem. Odniósł ciężką ranę - stracił kciuk lewej dłoni. Po kilkumiesięcznym pobycie w szpitalu przeszedł do pracy w charakterze instruktora w Szkole Dowódców Lotnictwa Myśliwskiego (Kommandeursschule des General der Jagdfliger). W pozorowanych walkach z przyszłymi dowódcami eskadr czy grup często pełnił rolę "Brytyjczyka" lub "Amerykanina". 20 lutego 1945 został dowódcą JG 300, ale do końca wojny nie wykonał żadnego lotu bojowego. 

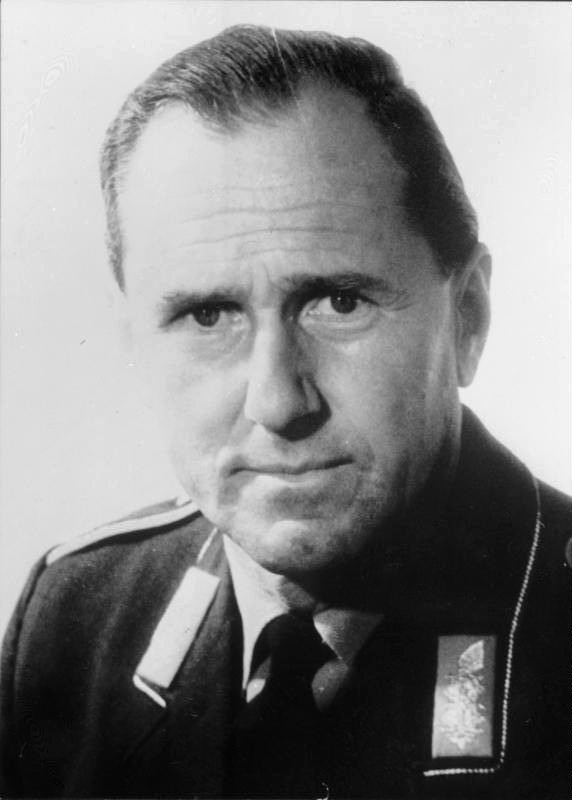
Jako generał Bundeswehry i inspektor Luftwaffe, lata 70. XX wieku

## Podsumowanie
Ogółem w czasie wojny Günther Rall wykonał 700 lotów bojowych i uzyskał 275 zwycięstw powietrznych, w tym 272 na froncie wschodnim (raz brał udział w taranie). Sam był zestrzeliwany 8 razy, 3 razy był ranny. Uznawany był za jednego z najlepszych strzelców w Luftwaffe. Jego specjalnością było prowadzenie celnego ognia z trudnych pozycji w czasie walki manewrowej, przy czym do zestrzelenia przeciwnika wystarczała mu zazwyczaj jedna seria.

## Po wojnie
Po wojnie przez pewien czas przebywał w obozie jenieckim w Wielkiej Brytanii, a potem powrócił do Niemiec. Odmówiono mu przyjęcia na studia medyczne, podjął więc pracę w koncernie Siemensa. W 1956 wstąpił do tworzonych wówczas Sił Powietrznych RFN. Latał na F-84, a po wyjeździe do USA uczestniczył w próbach myśliwca F-104 Starfighter. Ostatecznie w 1975 przeszedł na emeryturę po zakończeniu pracy w sztabie NATO jako niemiecki przedstawiciel. Zmarł 4 października 2009 w Bad Reichenhall.

## Odznaczenia
- Krzyż Rycerski Krzyża Żelaznego z Liśćmi Dębu i Mieczami
  - Krzyż Rycerski – 3 września 1942[7]
  - Liście Dębu (nr 134) – 26 października 1942
  - Miecze (nr 34) – 12 września 1943
- Wielki Krzyż Zasługi z Gwiazdą Orderu Zasługi RFN – 1973
- Krzyż Niemiecki w Złocie – 15 grudnia 1941
- Krzyż Żelazny I Klasy – lipiec 1940
- Krzyż Żelazny II Klasy – 23 maja 1940
- Złota Odznaka za Rany
- Złota odznaka pilota frontowego Luftwaffe z liczbą "600"
- Złota odznaka pilota-obserwatora Luftwaffe
- Puchar Honorowy Luftwaffe – 17 listopada 1941
- Wstęga Naramienna Kreta
- Wymieniany dwukrotnie we wspomnieniach imiennych Wehrmachtbericht